# Cevallos (ort)
Cevallos är en ort i Ecuador.   Den ligger i provinsen Tungurahua, i den centrala delen av landet, 130 km söder om huvudstaden Quito. Cevallos ligger 2 894 meter över havet och antalet invånare är 2 250.
Terrängen runt Cevallos är lite bergig. Runt Cevallos är det ganska tätbefolkat, med 155 invånare per kvadratkilometer. Närmaste större samhälle är Ambato, 11,8 km norr om Cevallos. Trakten runt Cevallos består till största delen av jordbruksmark.